# 安重榮
安重荣（？—942年），小字鐵胡，武威郡姑臧人，五代时后晋军事将领。

## 家世
祖父安从义，官利州刺史。父安全，官至胜州刺史、振武蕃汉马步军都指挥使。

## 生平
安重荣臂力过人，善骑射，后唐长兴年间，在父亲所属的振武军中任巡边指挥使。他通晓文吏事务，后因犯法被下狱治罪。当时高行周为帅，想杀了他，安重荣之母赶赴京城向族人枢密使安重诲求情，讨得后唐明宗的赦免诏书才被释放。后唐清泰二年（935年），身兼太原尹、北京留守、河东节度使三要职的石敬瑭在晋阳举兵反叛，派人暗地招纳代北的安重荣。安重荣率领1000余名骑兵赶赴太原，投于石敬瑭麾下。次年石敬瑭在契丹的帮助下推翻后唐，称帝建立后晋，安重荣被授为成德军（治鎮州，今河北正定）节度使。
安重荣每遇诉讼案件，亲临大堂明辩曲直，依法裁决。至于百姓徭役、课税、仓库耗费等大事，他更是事必躬亲。因此手下诸司官员不敢贪赃枉法，胡作非为，镇州一带得以保境息民。曾经有一对夫妇控告他们的儿子不孝顺，安重荣当面诘问，并拔出剑交给那位父亲，让他自己杀掉儿子，那位父亲哭着说：“不忍心啊！”而母亲却在一旁大声叫骂，夺下他的剑追杀儿子。安重荣大惑不解，询问后才知道是继母，便呵斥他的继母出去，拿出弓箭，从后面一箭将她射死。听说此事的人无不大快人心。
安重荣出身于军伍，从小军官一跃而成为一个大镇节度使，他目睹后唐末帝李从珂、晋高祖石敬瑭靠兵变得践帝位的事实，也滋长了谋权篡位之心，曾对别人说：“天子，兵强马壮者当为之，宁有种耶！”他向朝廷奏请的要求超过底线，被权臣否决，内心愤愤不平，于是聚集亡命之徒，收集购买战马，企图叛乱。
安重荣一次因暴怒杀死部校贾章，宣称贾章阴谋叛乱，贾章有一个女儿，安重荣想放了她，贾氏女却说：“我一家三十口，在兵乱中死了二十八口，只剩我父女二人，今日我父亲死了，我保存性命有什么用！”再三请死，最后被杀。镇州人听闻后，感叹贾氏女的贞烈，厌恶安重荣的残酷。
安重荣对契丹人深恶痛绝，每次见到契丹使者，必定大骂不已。而晋高祖石敬瑭和契丹约定为父子，安重荣对石敬瑭的卑躬屈膝严重不满，天福六年（941年），契丹使臣拽剌等数十骑路过镇州，安重荣威逼羞辱他，拽剌出言不逊，安重荣将其全部杀死，契丹主耶律德光知道后大怒，责令后晋严惩安重荣。安重荣于是秘密联合吐谷浑节度使白承福、赫连公德、襄州安从进等人，并上表指责石敬瑭向契丹称臣，自称儿皇帝，“詘中國以事外蕃”，並起兵聲討，當時镇州有旱蝗之灾，安重荣领军裹挟數萬飢民，向鄴都（今河北大名東北）進發。晋高祖派天平军节度使杜重威率军抵御。天福六年（941年）冬十二月十三日，兩軍在宗城（今河北威县东）破家堤相遇，安重榮列偃月陣，晉軍不能破。杜重威惧阵欲退，被指挥使王重胤劝止，王重胤說：“两兵方交，退者先败。”重胤以為偃月阵中军虽强，但两边太弱。杜重威先以左右队击其两翼，王重胤领兵击中军。安重荣部将赵彦之兵败投降，安重榮退至后方辎重营，阵列崩溃后，安军被杀和冻死者二万余人。重荣与十余骑向北逃回镇州，后被杜重威斬殺，时为天福七年（942年）正月初二。石敬瑭命漆其头颅，函送契丹。并改镇州为恒州，改成德军为顺国军，以杜重威为节度使。
安重荣的儿子安德裕还不到两岁，乳母抱着他逃跑被俘，军校秦习因与安重荣有旧而收养他为孙，后来恢复本姓。
清代史学家王夫之点评说：“事虽逆而名正者，安重荣也”。

## 安重荣德政碑
2000年6月，河北正定（镇州）出土了一尊重约107吨的巨型青石赑屃碑座并18块大小不均的巨碑残块，这通巨碑，记载了碑主人“进检校太傅、进封武威郡开国侯”的封号。只是涉及到碑主人名字、官职处都被砸断，因此，目前已经找到残碑文字数百言，可没有一处碑主人的名字。这正说明砸毁该碑就是毁灭其主人业绩。好在碑文中还残留（成）“德军节度使安”和“军节度使、镇深等州观察处（置使）”的字样，中国复旦大学陈尚君教授其新编《新出石刻唐代文学研究》中认为：“在正定出土的巨大残碑”，“据我考证，此碑应即《册府元龟》所载后晋天福二年太子宾客任赞撰文的《安重荣德政碑》。几年后，安重荣谋反被杀，碑也遭砸碎”。

## 延伸阅读
[在维基数据编辑]
 在维基文库阅读此作者作品
 《舊五代史/卷98》，出自薛居正《舊五代史》
 《新五代史·卷51》，出自歐陽修《新五代史》